# Талдиапан
Талдиапа́н (каз. Талдыапан) — село у складі Казталовського району Західноказахстанської області Казахстану. Адміністративний центр Талдиапанського сільського округу.
Населення — 521 особа (2021; 830 у 2009, 1172 у 1999, 1073 у 1989).